# Elaphoglossum murinum
Elaphoglossum murinum är en träjonväxtart som beskrevs av M. Kessler och Mickel. Elaphoglossum murinum ingår i släktet Elaphoglossum och familjen Dryopteridaceae. Inga underarter finns listade.